# 亚琛县
亚琛县（德語：Kreis Aachen）是德国北莱茵-威斯特法伦州西部曾经的一个县，隶属于科隆行政区，首府設在不屬於本县的亚琛市。2009年10月21日，亚琛县与亚琛市合并为县级特殊地方联合体亚琛城市区。

## 地理
亚琛县北面与海因斯贝格县，东面与迪伦县和奥伊斯基兴县，南面和西面与比利时，西面与亚琛市和荷兰相邻。

## 行政區劃
城市：
- 埃施韦勒
- 阿尔斯多夫
- 蒙绍
- 维尔瑟伦
- 巴斯韦勒
- 黑措根拉特
- 施托尔贝格

普通市镇：
- 勒特兴
- 锡默拉特